# 10e eeuw v.Chr.

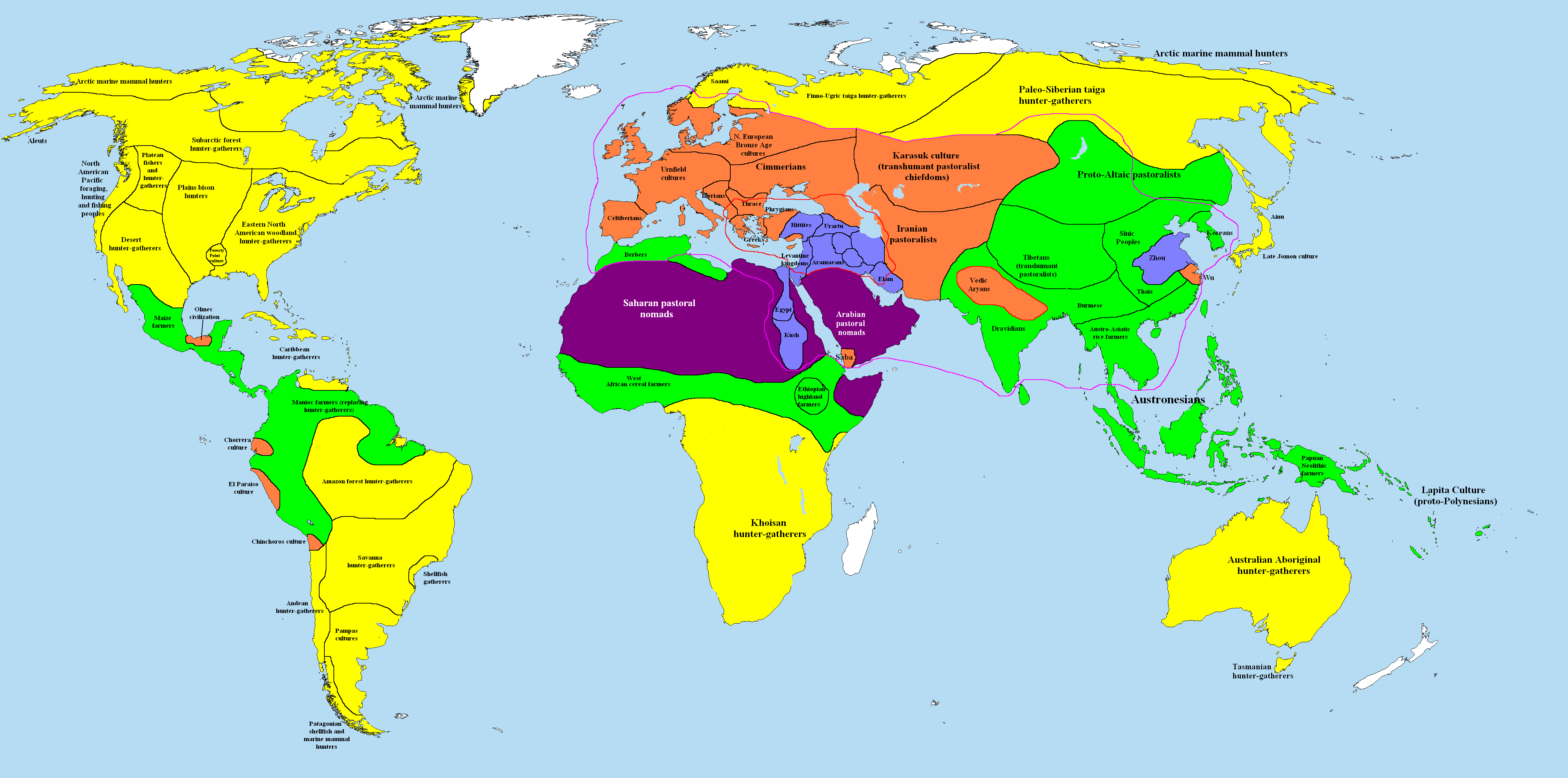
De wereld in 10e eeuw v.Chr.

De 10e eeuw v.Chr. is de 10e periode van 100 jaar voor het jaar des Heren, dus bestaande uit de jaren 1000 tot en met 901 v.Chr. De 10e eeuw v.Chr. behoort tot het 1e millennium v.Chr.

## Overzicht
Deze periode volgde op de ineenstorting van de bronstijd in het Nabije Oosten en in deze eeuw begon de vroege ijzertijd daar. De Griekse duistere eeuwen die begonnen waren in 1200 v.Chr. bleven aanhouden. Het Nieuw-Assyrische Rijk werd gevestigd op het einde van deze eeuw. In India tijdens de ijzertijd is de Vedische periode aan de gang. In China is de Zhou-dynastie aan de macht. De Europese bronstijd is aan de gang (Urnenveldencultuur). In Japan loopt de Jomonperiode ten einde.

## Belangrijke gebeurtenissen

### Midden-Oosten
- 970 v.Chr. - Koning David van Israël sterft, hij wordt opgevolgd door zijn zoon Salomo.
- 965 v.Chr. - De Fenicische koning Hiram I van Tyrus is een bondgenoot van Salomo. Hiram levert het merendeel van het bouwmateriaal en de bouwvakkers om de Joodse Tempel mee te bouwen.
- Tyrus wordt rijk door de handel met onder meer Israël en Cilicië, ook is het het eindpunt van karavaanroutes naar het oosten; later zal het handelsrijk ook naar het westen worden uitgebouwd, tot aan Spanje toe.
- ca. 950 v.Chr. - Tempel van Salomo wordt ingehuldigd.
- 930 v.Chr. - Als koning Salomo sterft, valt het koninkrijk Israël uiteen in het zuidelijke koninkrijk Juda en het noordelijke koninkrijk Israël.
- 911 v.Chr. - Adad-nirari II, koning van het Nieuw-Assyrische Rijk, breidt zijn rijk uit ten nadele van de Arameeërs en de Babyloniërs.

### Griekenland
- 952 v.Chr. - Thersippus, archont van Athene, sterft na een regeringsperiode van 41 jaar en wordt opgevolgd door zijn zoon Phorbas.
- 922 v.Chr. - Phorbas, archont van Athene, sterft na een regeringsperiode van 30 jaar en wordt opgevolgd door zijn zoon Megacles.
- Stichting van Sparta.
- De geneeskunde uit de "Ilias" van Homerus (Grieks: Homeros) heeft het karakter van "volksgeneeskunde". Ziektebeelden en verwondingen worden natuurgetrouw, maar zonder werkelijke kennis van anatomie en fysiologie beschreven. De medicijnen bestaan uit "genezende dranken" en "verzachtende middelen".

### China
- 1046-770 - Westelijke Zhou-dynastie was een zuiver feodale staat. De koning zetelt letterlijk centraal, daaromheen liggen de gebieden van de vazallen.
- 995 v.Chr. - Zhou Zhaowang wordt koning van de Zhou-dynastie van China.
- 976 v.Chr. - Zhou Muwang wordt koning van China.
- 922 v.Chr. - Zhou Gongwang wordt koning van China.

### Zuid-Azië
- In Indië begint de Laat-Vedische tijd (tot 600 v.Chr), waarbij men verder doordringt in het Gangesgebied. Men legt grote rijstvelden aan in de vallei van de Ganges. In deze streek zal later de stad Delhi gesticht worden. In deze periode ontstaat ook het kastensysteem, als gevolg van goddelijke verordening: de krijgers, de priesters, de boeren, de onderworpenen, de mensen van gemengd ras. Er wordt ook ruimte voorzien voor de "kastelozen" of paria's.

### Afrika
- 924 v.Chr. - Osorkon I volgt zijn vader Shoshenq I op als koning van Egypte.
- Het koninkrijk Ethiopië wordt gesticht door Menelik I, volgens een legende de zoon van Salomo en de koningin van Seba.

### Europa
- ca. 900 v.Chr. - de Villanovacultuur verschijnt in Noord-Italië
- De urnenveldencultuur verspreidt zich verder over westelijk Europa (België, Nederland en Duitsland). Ook wordt brons nu algemeen bewerkt. Vanuit het Midden-Oosten komen bewerkingstechnieken voor ijzer - eerst in het zuiden (Griekenland).
- Vervaardiging van ceremoniële gouden hoeden in Midden-Europa.
- Ontstaan van de Villanovacultuur (1000 - 700 v.Chr.) uit de ijzertijd vernoemd naar de Italiaanse stad Villanova.
  - de Latijns-Faliskische groep (in Latium en het dal van de Tiber)
  - de Umbrisch-Sabellijnse groep (in Umbrië Campagna, Zuid Italië)
  - de Illyrische groep (uit het Donaugebied, naar de Adriatische kust).
- Rond deze tijd ontstaan de handelskolonies van de Feniciërs, o.a. de stad Kition (nu Larnaca) op Cyprus. Vnl. koper wordt verhandeld.
- In Oxfordshire wordt het Witte paard van Uffington gemaakt. De heuvelfiguur is in elegante lijnen uitgesneden en ruim 123 meter lang.

### Amerika
- De Maya's verspreiden zich over Mexico (Yucatán). Ze ontginnen de moerassen en de mangrovebossen, zodat deze gebieden kunnen worden gebruikt voor landbouw.

### Oceanië
- Het Lapita-volk (1000 - 550 v.Chr.) vestigt zich op Tonga en Samoa. Ze brengen varkens, pluimvee en honden mee.

## Belangrijke personen
- Koning David, tweede koning van het koninkrijk Israël.
- Salomo, derde koning van het koninkrijk Israël, zoon van koning David.
- Zarathustra, Bactrische profeet en grondlegger van het zoroastrisme.

<< · 999-990 · 989-980 · 979-970 · 969-960 · 959-950 · 949-940 · 939-930 · 929-920 · 919-910 · 909-900 · >>
<< · 10e · 9e · 8e · 7e · 6e · 5e · 4e · 3e · 2e · 1e · >>